# Andrés Manuel López Obrador

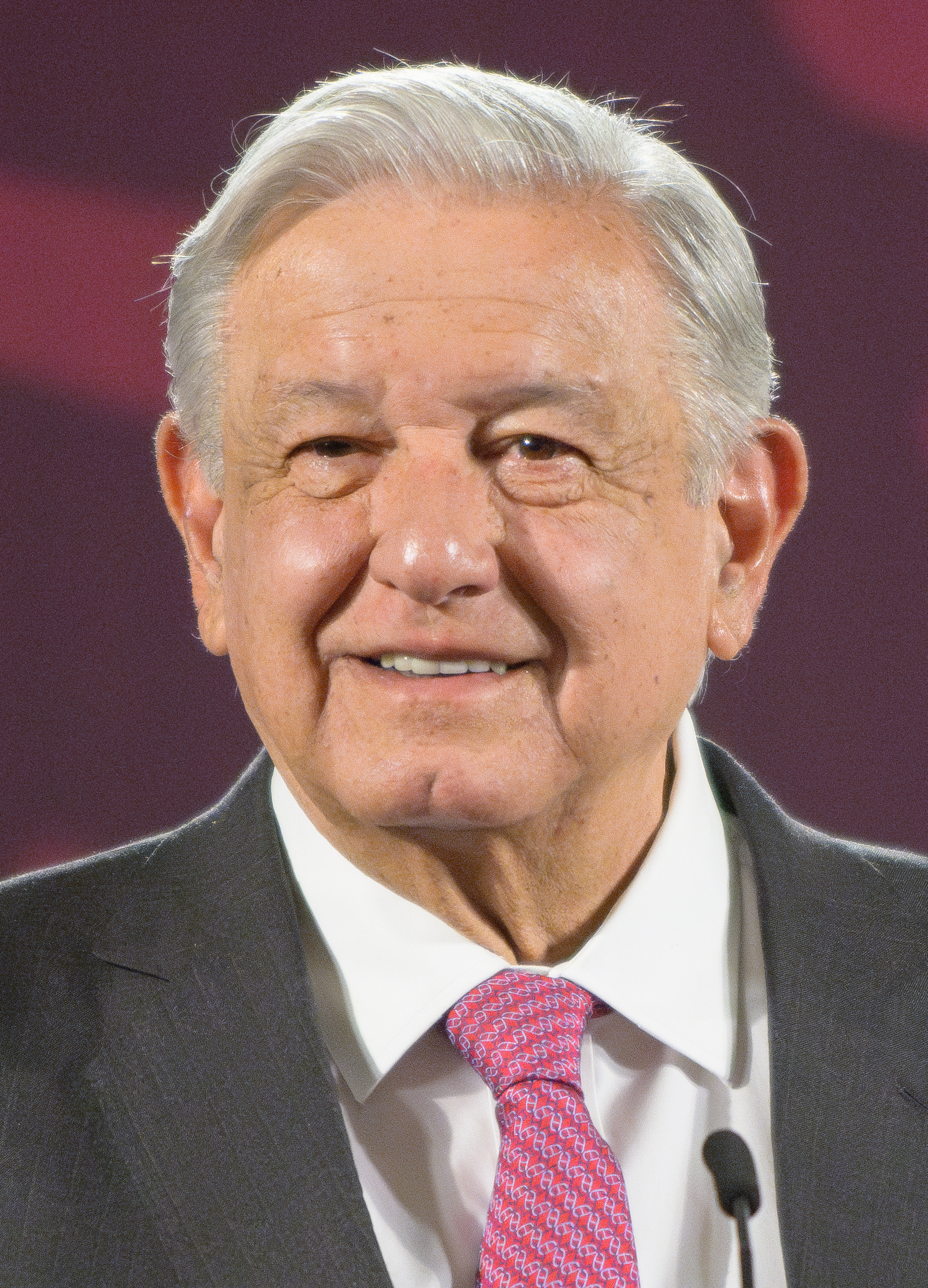
Andrés Manuel López Obrador (2024)

Andrés Manuel López Obrador (* 13. November 1953 in Tepetitán, Tabasco, Mexiko), auch bekannt als AMLO, ist ein mexikanischer Politiker – ehemals PRD, jetzt Movimiento Regeneración Nacional (Bewegung der Nationalen Erneuerung, kurz: MORENA) – und ehemaliger Präsident von Mexiko.
Seit dem 29. März 2000 war López Obrador Regierungschef (Jefe de Gobierno) des Bundesdistrikts Mexiko-Stadt; umgangssprachlich wird er daher auch als Bürgermeister von Mexiko-Stadt bezeichnet. Von diesem Posten trat er am 29. Juli 2005 zurück, um im Jahr 2006 für das Amt des Präsidenten von Mexiko zu kandidieren. Bei der Präsidentschaftswahl in Mexiko 2012 sowie 2018 kandidierte López Obrador erneut. Er unterlag nach offizieller Auszählung bei den Wahlen 2006 und 2012 als Kandidat an zweiter Stelle, am 1. Juli 2018 wurde er mit 53,2 Prozent der Stimmen zum Präsidenten Mexikos, einem vom Drogenkrieg erschütterten Land, gewählt. Er trat sein Amt am 1. Dezember 2018 mit seinem Kabinett an. Gemäß der mexikanischen Verfassung dürfen mexikanische Staatspräsidenten nur eine Amtszeit regieren. 2024 trat Claudia Sheinbaum Pardo seine Nachfolge an.

## Leben

### Ausbildung und erste politische Aktivitäten
Andrés Manuel López Obrador studierte Politikwissenschaft und Verwaltungswissenschaft.
López Obrador war lange Zeit Mitglied der Partei der Institutionalisierten Revolution (PRI), die von 1929 bis 2000 die dominierende Partei in Mexiko war. In der Partei leitete López Obrador das Institut für indigene Fragen. 1989 war er Gründungsmitglied der Partei der Demokratischen Revolution (PRD), die als linke Abspaltung der PRI entstand. Von 1996 bis 1999 stand er an der Spitze der PRD.

### Bürgermeister von Mexiko-Stadt
Die Bürgermeisterwahlen am 2. Juli 2000 in Mexiko-Stadt gewann er mit 38,3 % nur sehr knapp. Hohes Ansehen unter den Bürgern verschaffte er sich mit umfassenden sozialen Maßnahmen, welche in vielen Bereichen die größte Not lindern sollten und ihn zum beliebtesten Politiker Mexikos machten. So veranlasste er u. a. die Vergabe monatlicher Lebensmittelscheine im Wert von rund 150 USD an Alte und Bedürftige sowie die Gründung einer Universität. López Obrador sorgte auch für den Ausbau der Stadtautobahn (Periférico Segundo Nivel), wodurch der Verkehrsfluss verbessert wurde.

### Prozess
Am 7. April 2005 wurde López Obrador vom mexikanischen Abgeordnetenhaus durch die Stimmen der Regierungspartei PAN und der oppositionellen PRI die Immunität entzogen. Als Konsequenz daraus trat er einen Tag später von seinem Amt als Bürgermeister zurück. López Obrador war der erste und bisher einzige mexikanische Politiker, dem seine Immunität entzogen wurde. Ihm wurde Amtsmissbrauch vorgeworfen. Trotz einer gerichtlichen Verfügung habe er den Baustopp einer Zufahrtsstraße zu einem Krankenhaus durch ein privates Gelände nicht sofort veranlasst. López Obrador bestreitet diese Darstellung und spricht von einem politischen Prozess gegen ihn. Nach der Entscheidung des Parlaments gingen Hunderttausende für ihn auf die Straße und warfen Präsident Vicente Fox vor, ihn damit von der Präsidentschaftswahl ausschließen zu wollen. Als Angeklagter in einem darauffolgenden Gerichtsverfahren wäre es ihm – unabhängig von einer späteren Verurteilung – untersagt gewesen an der Präsidentschaftswahl teilzunehmen.
Die Situation spitzte sich dadurch noch weiter zu, dass López Obrador verkündete, er werde wenn nötig auch aus dem Gefängnis „für das Volk“ kandidieren. Einige mexikanische Medien sahen darin den Versuch López Obradors, sich zum Märtyrer stilisieren zu wollen. Als Reaktion auf die Massenproteste entließ Vicente Fox am 27. April 2005 den Generalstaatsanwalt Rafael Macedo, der die Anklage gegen López Obrador erhoben hatte. Das Verfahren gegen López Obrador wurde daraufhin eingestellt.

### Präsidentschaftskandidatur 2006
Im Mai 2005 kündigte López Obrador offiziell an, bei der mexikanischen Präsidentschaftswahl im folgenden Jahr kandidieren zu wollen (gegen Roberto Madrazo und Felipe Calderón). Am 29. Juli 2005 trat er vom Amt des Bürgermeisters zurück, um sich ganz der Präsidentschaftskandidatur widmen zu können. In Umfragen vor der Wahl galt er als aussichtsreichster Kandidat.
Die mexikanische Rechte begann unmittelbar vor den Wahlen Kampagnen gegen López Obrador und wollte ihm Verbindungen zum venezolanischen Präsidenten Hugo Chávez nachweisen.
Bei den Wahlen am 2. Juli 2006 erreichte keiner der Kandidaten eine klare Mehrheit. Der knappe Vorsprung von Calderón, mit 0,58 % Stimmanteilen, wurde von López Obrador und seiner Partei PRD als Resultat ungenauen Auszählens, von Wahlbeeinflussung und nicht zuletzt Wahlbetrug (fraude) gewertet. Die staatliche Wahlkommission IFE wurde von den Parteien zur Durchführung von Nachzählungen der Stimmen in 9 % der Wahllokale aufgefordert, die am 5. Juli 2006 begannen. Die am 6. Juli 2006 verkündeten Resultate bestätigten den Wahlerfolg der PAN und waren mit den ersten Auszählungsresultaten deckungsgleich. Das Resultat wurde von López Obrador unter Ankündigung der Anrufung des mexikanischen Bundeswahlgerichts (TRIFE) zur Wahlüberprüfung erneut als manipuliert abgelehnt. Anhänger der PRD und anderer Parteien, Professoren und Studenten verschiedener öffentlichen Universitäten (vor allem der UNAM) legten mehrere Zeugnisse vor, die vom Bundeswahlgerichts nur teilweise akzeptiert meistens aber als „offenkundig unzulässig“ (notoriamente improcedente) ohne weitere Erklärung abgelehnt wurden. Unmittelbar nach der Wahl hatten die internationale Wahlbeobachter die Wahlen als weitgehend unauffällig bezeichnet.
López Obrador fuhr fort, sich als legitimer Präsident und moralischer Sieger der Präsidentschaftswahlen zu bezeichnen. Seine Anhängerschaft berief er seit Mitte Juli 2006 zu Versammlungen auf dem Zócalo ein. Dabei mahnte López Obrador stets friedlichen Widerstand gegen das Wahlergebnis an und fordert die Nachzählungen aller Stimmzettel. Vom 31. Juli bis zum 15. September 2006 besetzen López Obrador und einige Anhänger der PRD eine der wichtigsten Verkehrsadern der Metropole, den Paseo de la Reforma. Obwohl Versammlungsgesetze des Distrito Federal dies verbieten, schritt der amtierende Bürgermeister, ebenfalls PRD, nicht ein. 53 Zeltsiedlungen wurden errichtet. Ziel war es, das Bundeswahlgericht mit dem Druck der Straße zur Neuauszählung aller 42 Millionen Stimmen zu drängen (Voto por voto, casilla por casilla, deutsch: „Stimme für Stimme, Wahllokal für Wahllokal“). Dies blieb aber nicht nur ohne Erfolg, vielmehr brachte López Obrador viele seiner eigenen Anhänger gegen sich auf mit dem Konzept, in einer Megametropole, die täglich im Verkehrschaos erstickt, für noch mehr Behinderung und Chaos zu sorgen.
Am 5. August 2006 verkündete das Bundeswahlgericht, dass nur diejenigen Urnen erneut geöffnet und ausgezählt werden sollen, bei denen die Vertreter der politischen Parteien fristgemäß und bürokratisch korrekt Zweifel an der Richtigkeit der Auszählung angemeldet hatten. Die Möglichkeit dazu bestand während der Auszählung am Wahltag und nochmals eine Woche danach. Die PRD versäumte es zumeist, fristgerecht Zweifel anzumelden und damit vorhandene demokratische Mittel auszuschöpfen. Vom 9. bis zum 14. August wurden weniger als 10 % der Urnen neu ausgezählt. Am 29. August lehnte das Wahlgericht die meisten Beschwerden gegen das Wahlergebnis ab und erklärte am 5. September Felipe Calderón zum Sieger der Präsidentschaftswahl. Die Vereidigung von Felipe Calderón wollten Parlamentarier der PRD durch Besetzung des Rednerpults im Parlament verhindern. Doch kamen ihnen Parlamentarier der PAN mit einer Besetzung ihrerseits zuvor. Am Tag der Vereidigung kam es im mexikanischen Parlament zu Prügeleien und Aggressionen. Abgeordnete der Opposition schlugen um sich, warfen mit Sesseln und versuchten, die Türen zum Sitzungssaal zu blockieren.

### Präsidentschaftskandidatur 2012
Anfang Juni 2012 trat López Obrador abermals bei der mexikanischen Präsidentschaftswahl an, verlor aber als Vertreter der PRD gegen Enrique Peña Nieto (PRI). López Obrador, der Platz zwei belegt hatte, legte daraufhin Klage bei der Nationalen Wahlbehörde IFE ein, da es bei der Wahl mehrere Verfassungsbrüche gegeben und die Gegenseite Stimmen im großen Stil eingekauft habe. Die Wahlbehörde gab daraufhin am 4. Juli 2012 bekannt, die Stimmzettel aus 54,5 % der Urnen neu auszählen zu lassen. López Obrador forderte hingegen eine komplette Neuauszählung und gab an, dass es bei mehr als 113.000 der 143.000 Wahlurnen zu „Ungereimtheiten“ gekommen sei.

### Dritte Präsidentschaftskandidatur 2018

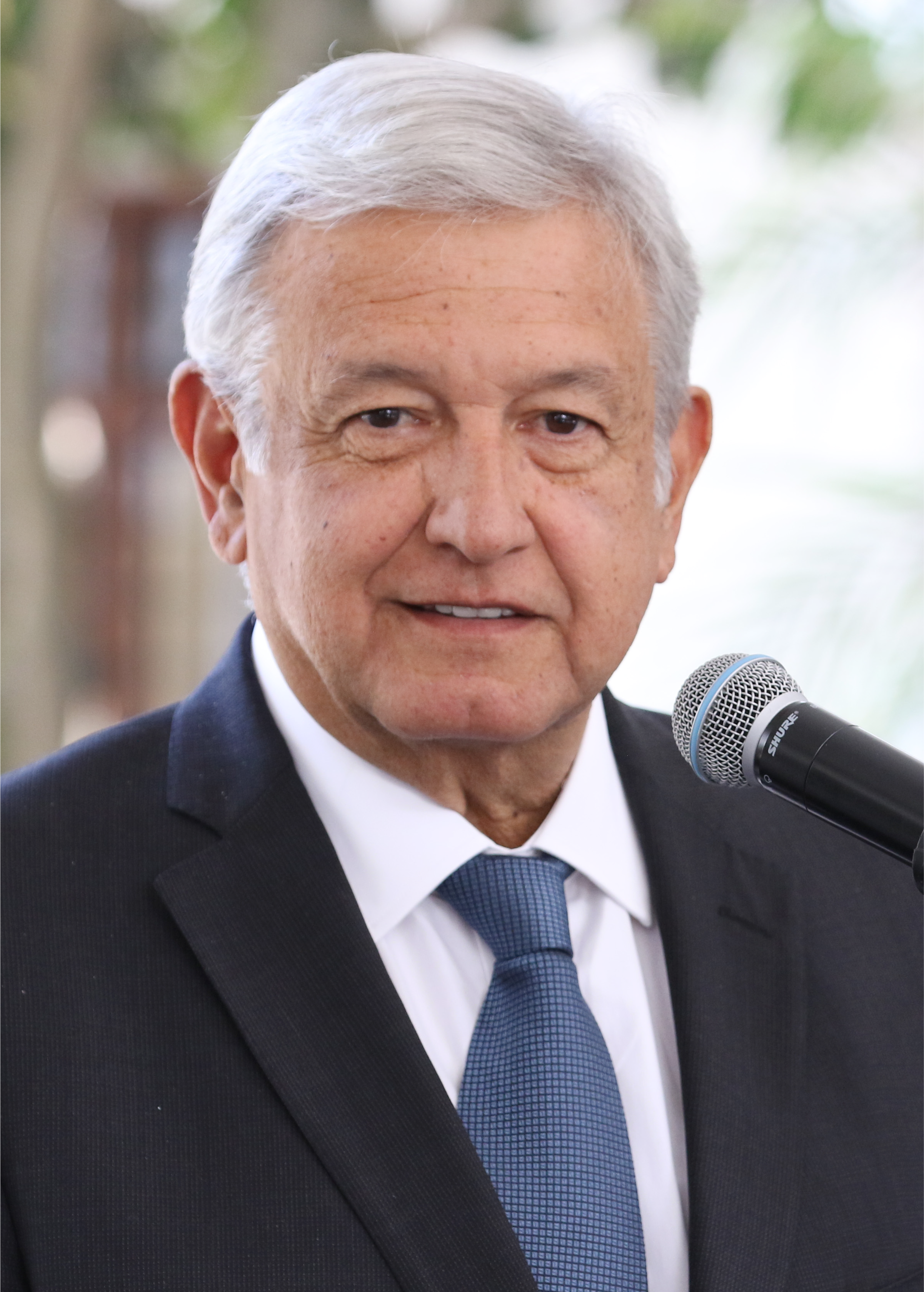
Andrés Manuel López Obrador (2017)

Bei seiner dritten Kandidatur zur Präsidentschaft änderte López Obrador seine Strategie und pflegte einen gemäßigten Mitte-Links-Kurs. Er verfolgte eine „Arche Noah“-Politik: Er bot allen ehemaligen politischen Widersachern, die von ihren eigenen Parteien nicht als Kandidaten aufgestellt worden waren oder die ihre Parteien angesichts der zu erwartenden Niederlage verlassen wollten, Zuflucht in seiner Partei und verbündete sich mit verschiedenen einflussreichen Akteuren der mexikanischen Politik. Im Wahlbündnis „Juntos Hacemos Historia“ (Gemeinsam machen wir Geschichte) koalierten drei Parteien: López Obradors linke Partei MORENA, die sozialistische Partido del Trabajo (PT) und die ultrakonservative Partido Encuentro Social (PES).
Des Weiteren wurden zwei, auch als korrupt kritisierte und noch immer mächtige, ehemalige Gewerkschaftsführer eingebunden: Elba Esther Gordillo, einst Vorsitzende der Lehrergewerkschaft Sindicato Nacional de Trabajadores de la Educación (SNTE), und Napoleón Gómez Urrutia, einst Vorsitzender der Bergarbeitergewerkschaft Sindicato Nacional de Trabajadores Mineros Metalúrgicos y Similares de la República Mexicana (SNTMMSRM).

### Präsident von Mexiko
López Obrador gewann die Bundeswahlen in Mexiko 2018 mit 53,2 % der Stimmen. Dazu trugen die Parteien der Koalition folgende Stimmenanteile bei: MORENA 44,5 %, PT 6,0 % und PES 2,7 %. Er leitet das Kabinett Obrador. Nach seiner Wahl zum Präsidenten Mexikos 2018 kündigte er an, Korruption und Straflosigkeit im Land zu bekämpfen. Die sozial Benachteiligten wolle er unterstützen und deren Belange auf die politische Agenda setzen, jedoch werde es keine Enteignungen geben. Auch würde die Privatwirtschaft unangetastet bleiben.
Hoffnungen der Wähler lagen zu Anfang von AMLOs Präsidentschaft unter anderem in der Aufklärung von zahlreichen Menschenrechtsverletzungen, etwa der Massenentführung in Iguala 2014. Carola Hausotter vom Netzwerk Deutsche Menschenrechtskoordination bescheinigte Fortschritte unter López Obrador; er berief eine Wahrheitskommission zu dem Fall ein, die sich überwiegend aus Anwälten sowie aus Vertreterinnen und Vertretern von Menschenrechtsorganisationen, des Staates und Familienangehörigen zusammensetzt. Allerdings gestalteten sich die Ermittlungen schwierig, da Politiker und Militär eine Aufklärung behinderten. Die Menschenrechtsorganisation Comité Cerezo konstatierte Anfang 2020 einen Rückgang der Repressionen unter den Bemühungen AMLOs, jedoch bestehen aufgrund der traditionell tiefen Verstrickung staatlicher Stellen in Verbrechen erhebliche Korruptionsprobleme. Im August 2022 wurden der ehemalige Generalstaatsanwalt unter Peña Nieto, Jesús Murillo Karam, und mehr als 60 Polizei- und Militärangehörige wegen ihrer Verwicklung in das Verschwinden der Studenten sowie in den anschließenden Versuch, das Staatsverbrechen zu vertuschen, verhaftet.

#### Wirtschaftspolitik
Die Bekämpfung der Korruption betrifft auch den staatlichen Ölkonzern Pemex; der ehemalige Pemex-Chef Emilio Lozoya wurde 2020 verhaftet. Teilweise kontrovers diskutiert werden die Großprojekte der mexikanischen Regierung unter Wirkung auf die lokale Bevölkerung. Die Regierung Lopez Obradors beauftragte in der Umgestaltung des Verluste schreibenden Staatsunternehmens Pemex auch den Neubau einer Ölraffinerie im Bundesstaat Tabasco, mit dem Ziel der Erhöhung der Produktivität und der Verringerung der Ölimporte. Diese Entscheidung stieß aufgrund des geringen Ölpreises und der Förderung von Öl, statt der Investition in die verstärkte Förderung von erneuerbaren Energien, jedoch auf Widerspruch von umweltpolitischen Akteuren. Die Regierung verteidigt diese Entscheidungen mit dem Argument, dass das Ziel darin besteht, die Energiesouveränität für den nationalen Verbrauch von Öl und Benzin zu erlangen und die von neoliberalen Regierungen durchgeführten Privatisierungen des Energiesektors schrittweise rückgängig zu machen. So etwa hatte sich der Betrag, der für Ölimporte gezahlt wurde, von 2,4 Milliarden Dollar im Jahr 2003 auf 30 Milliarden Dollar im Jahr 2018 erhöht, also um das Zwölffache gegenüber 2003. Fachleute schätzen, dass Mexiko mit den von der Regierung ergriffenen Maßnahmen bis zum Ende von AMLOs Amtszeit 1,36 Millionen Barrel pro Tag raffinieren wird, was fast zu einer Rückkehr zur Selbstversorgung mit Erdölerzeugnissen führen und die Kapazität zum Export von Erdölerzeugnissen anstelle von Rohöl erhöhen wird. Entgegen der Anweisung der Regierung holzte das Unternehmen daraufhin auch Teile eines Mangrovenwalds im Gebiet der geplanten Raffinerie ab, dies führte zu zusätzlichen Auflagen der Umweltbehörde ASEA, laut der Website Quartz ist jedoch ein härteres Einschreiten gegen Verstöße unwahrscheinlich, da eine Abkehr hin zu erneuerbaren Energien nicht im Fokus der Regierung stehe.

#### Beziehung zur Opposition
Oppositionelle kritisieren López Obrador für einen zunehmend autoritären und populistischen Führungsstil, der mit persönlichen Gefälligkeiten und einer verstärkten Verflechtung mit den mexikanischen Streitkräften einhergehe, das die stützende Säule des Präsidenten bilde, während López Obrador seinerseits „Transmissionsriemen“ der Interessen der militärischen Führung sei. Dagegen bezeichnete u. a. Jacobin AMLOs bisherige Amtszeit als Erfolg. Als Beispiele ziehen unterschiedliche Autoren die signifikante Anhebung (über 100 %, also faktisch eine Verdoppelung) des Mindestlohns, die Verdopplung der Mindesturlaubsanspruchs, die Verstaatlichung der mexikanischen Lithiumvorkommen, der Versuch die Energie- und Ernährungssouveränität zurückzugewinnen, die Reduktion der Ungleichheit, sowie die Befreiung, trotz Pandemie und weltweite ökonomische Krise, von 5 Millionen Menschen aus der Armut zwischen 2018 und 2022 heran. Die bestehende politische Geschlechtergerechtigkeit Mexikos wird gelobt. Eine 2022 durch AMLO angestoßene Wahlreform stieß auf heftige Kritik der Opposition. Sie befürchten zum Teil die deutliche Immobilisierung des Obersten Gerichtshof und dessen engere Verbindung mit der Exekutiven. Die Befürworter der Reform argumentieren, dass es gemäß dem Motto der Regierung „Es kann keine reiche Regierung mit armem Volk geben“ (no puede haber gobierno rico con pueblo pobre) darum gehe, die über Jahrzehnte sedimentierte Korruption – etwa in Form von üppigen Gehältern und Zusatzleistungen – der so genannten „goldenen Bürokratie“ zu beseitigen, u. a. durch die Reduzierung der Zahl der nicht direkt gewählten Abgeordneten sowie der übermäßigen Parteienfinanzierung, durch die sich eine bürokratische Kaste auf Kosten der öffentlichen Hand bereichere und reproduziere. Kurz nach seinem Amtsantritt ernannte er den Senator Goméz Alvárez, ein ehemaliges Mitglied der Partido Comunista Mexicano, zum Leiter der Unidad de Inteligencia Financiera. Diese Abteilung des Finanzministeriums ist für die Aufklärung von Finanztransaktionen zuständig und ermittelt auch gegen Lopéz' Amtsvorgänger Nieto.

#### Drogenpolitik und Organisiertes Verbrechen
López Obrador übernahm die Präsidentschaft in einem Jahr, als die jährliche Mordrate infolge des Drogenkrieges in Mexiko auf mehr als 30.000 angestiegen war. Mit seinem Regierungsantritt versprach er Anti-Korruptionsmaßnahmen sowie Deeskalation um den Krieg einzudämmen. Ein Grund für diese Wahl der Sicherheitspolitik war die Annahme, dass die offene Bekämpfung der Drogenkartelle noch mehr Gewalt provoziert. So stieg die jährliche Mordrate während der sechsjährigen Amtszeit des konservativen PAN-Politikers Felipe Calderón (2006–2012), der den „Krieg gegen die Drogen“ in Mexiko initiierte, um 193 %; in der sechsjährigen Amtszeit seines rechtsgerichteten PRI-Nachfolgers Enrique Peña Nieto (2012–2018) gab es ebenfalls einen Anstieg von 59 %. Trotz zunehmender Gewalt bzw. Kriminalität verfolgte López Obrador auch im Jahr 2020 eine deeskalierende Strategie. Die Mordrate in Mexiko nahm von 34.515 Morden im Jahr 2020 leicht ab (33.400 Morde im Jahr 2021 und 31.936 Morde im Jahr 2022). Dagegen stieg die Zahl der jährlich als vermisst gemeldeten Personen an. Zwar ging López Obrador im Jahr 2022 dazu über, das Militär mit mehr Macht auszustatten, jedoch gingen die Drogenkartelle nach Angaben der International Crisis Group gleichzeitig dazu über, sich tiefer in die legale Wirtschaft und staatliche Institutionen einzubetten und Bürgermeister zu stellen. López Obrador regte zudem an, Anreize zu schaffen, damit Bauern statt Marihuana, Koka und Mohn „Mais, Bohnen, Kakao, Kaffee, Früchte und Holz“ anbauten. Solche Programme waren jedoch bereits in anderen Südamerikanischen Staaten gescheitert. López Obradors Strategie blieb umstritten. Generell sei die Strategie seiner Regierung im Gegensatz zu einer kurzfristigen, auf der „eisernen Faust“ basierenden Vision, die López Obrador als „autoritär“ bezeichnet, mittel- und langfristig ausgerichtet gewesen. Sie versuchte die Ursachen, die die Regierung in der Ungleichheit und der Armut verortete, durch vielfältige Sozialprogramme zu bekämpfen, die beispielsweise verhindern sollten, dass Jugendliche von kriminellen Organisationen angeworben werden. Während einige eine Machtzunahme der Drogenkartelle, die Teile des Landes de facto seit längerer Zeit beherrschten, beobachteten, verzeichnete jedoch die Regierung bis März 2024 einen Rückgang der Mordrate um 22 %. Bis März 2024 sank bei den anderen Straftaten die Zahl der Raubüberfälle im Vergleich zum Dezember 2018 (als López Obrador an die Macht kam) um 30 %, die Zahl der Femizide um 41,5 %, die Zahl der Autodiebstähle um 50 % und die Zahl der Entführungen um 80,7 %. Während Obradors sechsjähriger Präsidentschaft starben im mexikanischen Drogenkrieg über 180.000 Menschen. Beobachter kritisierten, dass López Obrador die Kartelle nur halbherzig bekämpft habe, weil sie zu mächtig seien. Obrador habe sich laut dem Sicherheitsexperten David Saucedo entschieden, das Problem nur zu verwalten und es seiner Nachfolgerin zu überlassen.
The New York Times berichtete im Jahr 2024, dass ein Informant gegenüber US-amerikanischen Ermittlern aussagte, dass sich der meistgesuchte mexikanische Drogenboss, Ismael Zambada García, vor der Präsidentschaftswahl in Mexiko 2018 mit einem engen Vertrauten von López Obrador traf. Die US-amerikanische Justiz untersuchte den Vorwurf, dass Verbündete des mexikanischen Präsidenten enge Verbindungen zu Drogenkartellen gepflegt und Millionen Dollar von ihnen angenommen haben sollen. Die Ermittlungen, so behauptet der Artikel weiter, wären jedoch aus politischen Gründen eingestellt worden, weil die Ermittlungen die guten bilateralen Beziehungen zwischen Mexiko und den USA hätten belasten können. Die US-amerikanische Regierung erklärte wenige Tage danach, keine Ermittlungen gegen López Obrador zu unternehmen. López Obrador selbst reagierte auf diese Berichterstattung mit Empörung und protestierte, dass dies Teil einer Schmutzkampagne sei, um seine Regierung und die Spitzenkandidatin von MORENA im Hinblick auf die Wahlen am 2. Juni desselben Jahres zu diskreditieren. Während er in seiner morgendlichen Pressekonferenz den Brief der Journalistin vorlas, um ihre Fragen direkt zu beantworten, las er auch die Telefonnummer der US-amerikanischen Journalistin vor, wodurch dieser veröffentlicht wurde. Mexiko ist eines der weltweit gefährlichsten Länder für Journalisten und die Opposition beschuldigte López Obrador, die Journalistin absichtlich in Gefahr zu bringen; die Arbeitstelefonnummer war, wie spätere Untersuchungen ergaben, sonst auch schon öffentlich zugänglich. Zwei Wochen bevor der Artikel der The New York Times veröffentlicht wurde, hatte Journalistin Anabel Hernández behauptet, dass López Obrador bei der Präsidentschaftswahl 2006 mit zwei bis vier Millionen Dollar vom Sinaloa-Kartell unterstützt worden war. Hernández, die wegen Morddrohungen bereits im Amt des ehemaligen Präsidenten Peña Nieto ins Exil gegangen war, berief sich auf Ermittlungen der US-Justiz in New York. Drogenhändler hätten die Zahlungen gegenüber der DEA bestätigt. Laut einem anderen Journalisten, der die Berichte von Hernández bestätigt, sei allerdings unklar, ob AMLO von den angeblichen Wahlkampfspenden wusste. Sowohl der Artikel von The New York Times als auch der von Anabel Hernández wurden wiederum von zahlreichen Journalisten heftig kritisiert, angesichts des hohen Grads an Spekulation; die Artikel lassen einen gravierenden Mangel an journalistischer Strenge erkennen, da sie solch heikle Behauptungen nicht mit einem einzigen soliden Beweis untermauern. Außerdem befürwortet López eine Legalisierung von Cannabis und hat nach seinem Wahlsieg 2018 einen entsprechenden Gesetzentwurf auf den Weg gebracht. Das Parlament stimmte im März 2021 für das Gesetz, das noch der als sicher geltenden Zustimmung des Senats bedarf.

#### Außenpolitik
Politisch ist López Obrador der neuen lateinamerikanischen Linken zuzurechnen. Zu den USA wollte er ein freundschaftliches Verhältnis suchen. Im Mai 2023 stellte López Obradors Regierung die Ausstellung von Transitdokumenten für nach Mexiko eingereiste Migranten, die damit bis zur mexikanisch-US-amerikanischen Grenze legal weiterziehen konnten, mit sofortiger Wirkung ein. Seine Regierung kündigte zudem an, Migranten ohne Aufenthaltsgenehmigung künftig schneller aus Mexiko abschieben zu wollen. Während seiner Präsidentschaft besuchte er nur zwei Länder in Südamerika, Chile und Kolumbien. Im April 2024 ließ López Obrador die diplomatischen Beziehungen zu Ecuador erst aussetzen und schließlich ganz abbrechen (indem er alle Diplomaten aus Ecuador abziehen ließ), nachdem die ecuadorianische Polizei auf Anordnung der Regierung Daniel Noboas am 5. April in die mexikanische Botschaft eingedrungen war, um den dorthin geflüchteten ecuadorianischen Ex-Vizepräsidenten Jorge Glas zu verhaften. Zuvor hatte Noboa die mexikanische Botschafterin zur unerwünschten Person erklärt, nachdem López Obrador angedeutet hatte, dass die Ermordung des Präsidentschaftskandidaten Fernando Villavicencio Noboas Wahlsieg begünstigt habe.

#### Justizreform
Mitte September 2024 verabschiedete das mexikanische Parlament eine von López Obrador angestoßene Justizreform. Diese sah unter anderem die Wahl zur Besetzung des Obersten Gerichtshofs und 6500 weiterer Richter durch die Bevölkerung vor, verkleinerte das Oberste Gericht von 12 auf 9 Richter und änderte das Vorschlagsrecht für mögliche Kandidaten. Im Vorfeld der Abstimmung stürmten Demonstranten den Senatssaal. Präsident und Befürworter priesen die Justizreform als Mittel, die bei der Vergabe von Posten weit verbreitete Korruption politischer Eliten einzuschränken und die Benennung von Richtern durch die lokale Verankerung zu demokratisieren. Kritiker sahen dagegen Vorteile für die Regierung sowie keine tatsächliche Verringerung der Korruptionsanfälligkeit durch die Reform.

## Familie
López Obrador ist seit 2006 in zweiter Ehe mit Beatriz Gutiérrez Müller verheiratet, mit der er den Sohn Jesús Ernesto (* 2007) hat. Aus erster Ehe hat er drei Kinder mit seiner ersten Frau Rocío Beltrán Medina, die 2003 auf Grund einer Krankheit starb.

### Berichte im Vorfeld des Prozesses
- Artikel über die Kampagne gegen Mexikos Bürgermeister auf dradio.de
- Artikelserie in der taz
- Ausführlicher Bericht in der „Jungle World“